# Crise presidencial na Venezuela
Crise presidencial na Venezuela em 2019 refere-se às circunstâncias políticas de questionamento da legitimidade sobre quem ocupa a presidência da República Bolivariana da Venezuela, desde 10 de janeiro de 2019. Na eleição presidencial de maio de 2018, Nicolás Maduro foi reeleito, mas o processo eleitoral foi acusado de várias irregularidades, considerando-o assim inválido por alguns países. Desde então, políticos interna e externamente à Venezuela trataram da legitimidade da eleição, posse e exercício da Presidência por Maduro. O resultado eleitoral foi reconhecido pela Rússia, China, México e a ALBA. Maduro é apoiado pela Assembleia Constituinte, enquanto que Juan Guaidó é apoiado pela oposição da Assembleia Nacional. Maduro tomou posse em 10 de janeiro de 2019.

## Suposição da presidência de Guaidó
Juan Guaidó evocou os artigos 233, 333 e 350 da constituição venezuelana para anunciar sua disposição a assumir a Presidência da Venezuela, desde que conte com a ajuda do povo e das Forças Armadas. No mesmo dia, Guaidó recebeu uma carta do presidente do Supremo Tribunal de Justiça da Venezuela no exílio, solicitando que ele se tornasse presidente. Também anunciou mudanças e protestos em todo o país em 23 de janeiro, incitando o lema "Sim, Nós Podemos". Esta data foi a mesma em que depuseram o presidente Marcos Pérez Jiménez em 1958.
Em 23 de janeiro, Juan Guaidó se autoproclamou presidente encarregado da Venezuela e fez um juramento simbólico para sua "posse" informal em meio ao protestantes contrários ao regime de Maduro. Sua autoproclamação foi reconhecida pelos governos dos Estados Unidos, Brasil, Colômbia, Canadá, dentre outros países do continente americano.

## Prisão e liberação de Guaidó
Em 13 de janeiro de 2019, Guaidó foi preso pelo Serviço Bolivariano de Inteligência Nacional, mas foi libertado pouco tempo depois. Segundo a BBC News, os agentes que interceptaram seu carro e o levaram em custódia foram demitidos de seus cargos. O ministro da Informação, Jorge Rodríguez Gómez diz que os agentes não tinham instruções e que a prisão foi orquestrada por Guaidó como um "golpe de imprensa" para obter popularidade. Correspondentes da BBC dizem que parece ser uma verdadeira emboscada e um show para enviar uma mensagem para aqueles que se opõem a Maduro. Luís Almagro, chefe da OEA, condenou a prisão, que ele chamou de "sequestro"; Mike Pompeo, o secretário de estado dos Estados Unidos também denunciou, referindo-se a ela como uma "detenção arbitrária". Em um discurso, Guaidó disse que a fala de Rodríguez mostra como o governo perdeu o controle de suas forças de segurança.

## Protestos de 23 de janeiro
Desde da madrugada de 22 para 23 de janeiro, ocorre grandes protestos contrários ao governo de Nicolás Maduro e protestos minoritários a favor de Maduro. As manifestações contrárias ao regime de Maduro foram conclamadas pelo presidente interino, Juan Guaidó e pela Assembleia Nacional, dominada por partidos oposicionistas ao regime de Maduro.

### Resposta de Maduro
em 25 de janeiro de 2019, Maduro realizou uma conferência de imprensa no período da tarde. Durante o evento, ele disse que as ações de Guaidó eram parte de um "roteiro bem escrito de Washington" para criar um governo fantoche dos Estados Unidos. Maduro pediu diálogo com Guaidó, dizendo: "Se eu tiver que ir ao encontro desse menino [...] às três da manhã, eu vou, [...] se eu tiver que ficar nu, eu vou [Eu acredito] que hoje, mais cedo ou mais tarde, o caminho está aberto para um diálogo razoável e sincero". Ele também afirmou que não iria deixar o gabinete presidencial, explicando que ele foi eleito em conformidade com a Constituição venezuelana.
Guaidó falou publicamente em Caracas ao mesmo tempo que Maduro, pedindo apoio militar e advertindo as pessoas que protestavam que nunca se cansassem. Durante o discurso, Guaidó também respondeu rapidamente ao chamado de Maduro para o diálogo, dizendo que ele não iria iniciar conversações diplomáticas com Maduro, porque ele acreditava que seria uma farsa e uma diplomacia falsa que não poderia conseguir nada.
No final do dia foi informado que no início da semana, mercenários russos do Grupo Wagner voaram para a Venezuela para defender o governo de Maduro. Esta afirmação já foi rejeitada pelo porta-voz do Kremlin, Dmitry Peskov, chamando-a de "notícia falsa".

### Intervenção militar
No início de 2019, com forças de segurança cubanas e apoiadas por russos no país, havia rumores de envolvimento militar dos Estados Unidos. John Bolton declarou que "todas as opções estão na mesa" mas também disse que "nosso objetivo é uma transferência pacífica de poder". Segundo o professor Erick Langer, da Universidade de Georgetown, "Cuba e Rússia já intervieram".
Uma presença militar cubana de 15.000 pessoas estava na Venezuela no início de 2019, enquanto estimativas variam centenas de milhares de forças cubanas relatadas em 2019. O professor Robert Ellis do United States Army War College descreveu os 400 mercenários do Grupo Wagner fornecidos pela Rússia como o "guarda do palácio de Nicolás Maduro". Guerrilheiros colombianos do Exército de Libertação Nacional prometeram defender Maduro, com líderes do ELN em Cuba afirmando que estão elaborando planos para fornecer assistência militar à Maduro.

### Entrada de ajuda humanitária
Um dia depois de assumir a presidência interina, Guaidó solicitou ajuda humanitária dos Estados Unidos; depois, o secretário de estado Mike Pompeo se comprometeu a oferecer US$ 20 milhões em ajuda ao país. Ele também pediu ajuda das Nações Unidas, mas foi negada porque a ONU diz que o pedido deve vir de Maduro.
Guaidó disse que os vizinhos da Venezuela, "em uma coalizão global para enviar ajuda à Venezuela", ajudarão a levar ajuda humanitária e remédios para o país. O Canadá prometeu $ 53 milhões de dólares canadenses em ajuda humanitária. Alemanha, Suécia, Argentina, Chile, Colômbia, Porto Rico e a Comissão Europeia também prometeram ajuda.
Maduro está determinado a impedir a entrada de ajuda, chamando-a de parte de invasão americana. Logo após do anúncio que a ajuda humanitária entraria pela fronteira colombiano-venezuelana, o político do Partido Socialista Unido da Venezuela e ex-policial de elite Freddy Bernal apareceu na fronteira com membros das forças armadas e do FAES. Maduro negou que a Venezuela precisa de ajuda, dizendo "não somos mendigos". Enquanto caminhões escoltados pela polícia colombiana se aproximavam de uma ponte bloqueada em 7 de fevereiro, ativistas de direitos humanos o recebiam. Durante um discurso em 8 de fevereiro, maduro expressou suas opiniões sobre porque ele havia negado ajuda internacional, e depois de afirmar que "com a ajuda humanitária eles querem nos tratar como mendigos... na Venezuela temos a capacidade de cuidar nossos filhos e mulheres. Não há crise humanitária aqui", a eletricidade do Palácio de Miraflores sofreu um apagão. Carlos Veccio, designado pela Assembleia Nacional como embaixador da Venezuela nos Estados Unidos, anunciou uma conferência para coordenar a ajuda humanitária à Venezuela, com data marcada para acontecer em 14 de fevereiro de 2019 na sede da Organização dos Estados Americanos (OEA) em Washington, nos EUA.
O empresário btânico Richard Branson produziu um concerto em Cúcuta, chamado de Venezuela Aid Live. O concerto foi realizado em 22 de fevereiro, com o objetivo de arrecadar fundos para a ajuda humanitária na Venezuela e para a autorização de Maduro para a chegada de ajuda humanitária na Venezuela. Maduro também promoveu um concerto, mas nenhum músico foi confirmado. No concerto, havia 40 artistas venezuelanos e dezenas de militares.

#### Fechamento da fronteira da Venezuela com o Brasil e Colômbia
Em 21 de fevereiro, Maduro determinou que a fronteira Brasil-Venezuela fosse fechada, durante reunião com o Estado Maior das Forças Armadas Nacionais Bolivarianas (FANB). Depois, enviou tanques para a cidade de Santa Elena de Uairén. Soldados leais a Maduro abriram fogo à um grupo de civis da oposição, matando uma pessoa. No dia 23 de fevereiro, a Venezuela anunciou o fechamento da fronteira com a Colômbia. Em uma grande manifestação em Caracas, Maduro anunciou rompimento das relações com a Colômbia.

#### Onda de confrontos
Na manhã de 23 de fevereiro, dia marcado para a chegada de ajuda humanitária à Venezuela, policiais abriram fogo contra cerca de 200 venezuelanos que tentaram atravessar a ponte em direção à Colômbia. Na tarde, vários confrontos aconteceram na cidade de Ureña. Na cidade aconteceram protestos violentos entre a polícia e manifestantes que aguardaram a ajuda humanitária.

## Revolta militar de 30 de abril
A 30 de Abril, um dia antes da data prevista para uma manifestação organizada pela oposição, produziu-se um levantamento militar na base aérea La Carlota, em Caracas, com a presença de Leopoldo López e Juan Guaidó.

## Bloqueio da Wikipédia
Várias fontes relatam que foram bloqueadas todas as versões da Wikipédia na Venezuela, pois na página de Guaidó, entre seus deveres, está o de presidente, papel não reconhecido pelo governo de Maduro.

## Reconhecimento internacional

Reconhecimento internacional dos países.
Reconhecem Guaidó como presidente
Reconhecem Maduro como presidente
Países que apoiam a Assembleia Nacional Venezuelana
Países neutros em relação a Crise Presidencial Venezuelana
Não pronunciaram-se oficialmente
VenezuelaNota: Mapa desatualizado, todos os membros da União Europeia deixaram de reconhecer Guaidó em Janeiro de 2021.

### Reconhecimento de Guaidó
Estados-membros da ONU
1. Albânia[44]
2. Argentina[45]
3. Austrália[46]
4. Bahamas[47]
5. Canadá[48]
6. Chile[49]
7. Coreia do Sul[50]
8. Costa Rica[51]
9. Croácia
10. El Salvador[a]
11. Estados Federados da Micronésia[57]
12. Estados Unidos[58]
13. Equador[59]
14. Estónia
15. Geórgia[60]
16. Guatemala[61]
17. Haiti
18. Honduras[62]
19. Ilhas Marshall
20. Israel
21. Jamaica[63]
22. Japão[64]
23. Letônia
24. Marrocos
25. Montenegro
26. Panamá[65]
27. Paraguai[66]
28. Peru[67]
29. Portugal[68]
30. Reino Unido[69]
31. República Dominicana[70]
32. Roménia
33. Ucrânia[71][72]

Estados não membros da ONU
- Kosovo

Organizações intergovernamentais
- Grupo de Lima (exceto México)[73]
- PROSUL

Organizações internacionais
- Banco Interamericano de Desenvolvimento[74]
- Internacional Socialista

Organizações nacionais
- Comitê de Credores de Venezuela
- Conferência Episcopal da Venezuela
- Fedecâmaras
- Frente Institucional de Militares
- Frente Ampla Venezuela Livre
- Confederação de Trabalhadores da Venezuela (CTV)

### Reconhecimento da Assembleia Nacional
Estados-membros da ONU
1. Guiana[70]
2. Santa Lúcia[70]
3. Chipre

Estados não membros da ONU
- Taiwan

Organizações internacionais
- Organização dos Estados Americanos

### Reconhecimento de Maduro
Estados-membros da ONU
1. África do Sul[75]
2. Bielorrússia
3. Bolívia[76]
4. China[77]
5. Colômbia[78][79][80]
6. Coreia do Norte
7. Camboja
8. Cuba[81]
9. Dominica[47]
10. Guiné Equatorial
11. Irão[82]
12. Laos[83]
13. Nicarágua[70]
14. Rússia[84]
15. São Cristóvão e Neves[85]
16. São Vicente e Granadinas[70]
17. Síria[86]
18. Sérvia
19. Suriname[47]
20. Turquia[84]

Estados observadores da ONU
- Palestina[87]

Estados não membros da ONU
- Abecásia
- Ossétia do Sul
- República Árabe Saaraui Democrática

Organizações intergovernamentais
- ALBA (exceto Santa Lúcia)
- SADC

Organizações internacionais
- Liga Árabe (exceto Marrocos)
- OPEP

Organizações domésticas
- Petróleos de Venezuela

Organizações politicas
- Hamas
- Hezbollah

Organizações armadas
- Coletivos
  - La Piedrita (en)
  -  Tupamaro
- Exército da Libertação Nacional (ELN)
- Grupo Wagner (disputado)

### Parcialmente neutro
Estados-membros da ONU
1. Angola[88]
2. Antígua e Barbuda[89]
3. Armênia[90]
4. Barbados[91]
5. Belize[92]
6. Costa do Marfim[93]
7. Granada[94]
8. Índia[95][96]
9. Indonésia[97]
10. Kuwait[98]
11. México[99][100][101]
12. Nepal[102]
13. Nova Zelândia[103]
14. Palau[104]
15. San Marino[105]
16. Suíça [106]
17. Trinidad e Tobago[107][108]

Estados observadores da ONU
- Vaticano[109]

Organizações intergovernamentais
- Comunidade do Caribe[110]
- Nações Unidas[111]

## Reação internacional
- Brasil - O presidente Jair Bolsonaro manifesta seu apoio a Juan Guaidó via Twitter e declara: "Brasil apoiará política e economicamente o processo de transição para devolver democracia e paz social à Venezuela."[112]

## Reconhecimento da ONU em 2021
No dia 06 de dezembro de 2021 a Assembleia Geral das Nações Unidas (ONU) reconheceu o governo de Nicolás Maduro como o único e legítimo governo da Venezuela. Em sua conta no Twitter, o embaixador venezuelano na ONU, Samuel Moncada, comemorou a decisão. Apenas 16 dos 193 países se recusaram a reconhecer Maduro como presidente legítimo.